# Teflonkoorts
Teflonkoorts, ook wel PTFE-toxicose of polymeer-rookkoorts genoemd, is een aandoening die veroorzaakt wordt door inademing van damp die vrijkomt bij het verhitten van teflon boven de 350–400°C. Gebruikelijke symptomen zijn griepachtig: rillingen, hoofdpijn, hoest en koorts. Dit is in het bijzonder waargenomen bij werknemers die in de fabriek waar met teflonpoeder werd gewerkt rookten. Ook in een fabriek waar werd gewerkt met een verstuiver met polytetrafluoretheen voor het makkelijk lossen van vormstukken uit matrijzen werd de aandoening waargenomen. De oorzaak was de blootstelling aan ontledingsproducten van teflon die ontstond door een slechte arbeidshygiëne en roken tijdens het werk. Bij hogere temperaturen komen giftiger verbrandingsproducten van teflon vrij, die ernstige longschade kunnen veroorzaken.
Bij gebruik van pannen met een tefloncoating zal de temperatuur normaliter niet boven de 240°C komen. Boter, vetten en olie voor consumptie beginnen te roken boven de 200°C. Alleen wanneer pannen droogkoken en blijven verhit worden, loopt de temperatuur verder op en kan pyrolyse van de teflonlaag optreden.
Sommige vogels, papegaaiachtigen in het bijzonder, zijn extra gevoelig voor de ontledingsproducten van teflon.